# Рождество Богородично (Мал град)
„Рождество Богородично“ или „Света Богородица“ (на албански: Kisha e Shën Mërisë Maligrad) е православна скална църква на остров Мал град, в албанската част на Преспанското езеро. Църквата е обявена за културен паметник на Албания под № 65.

## История
Църквата е посветена на Света Богородица и претърпява много промени през времето, за които говорят трите запазени надписа. Най-старият надпис е от 1345 година и се намира в апсидата. В него се говори за първите ктитори на храма – Бойко и съпругата му Евдокия. Вторият надпис се намира северно от върешността на западната врата, над образите на Свети Константин и Елена. В него се говори за обновителите на храма, сръбския благородник Кесар Новак, съпругата му Калия, сина Амирал и щерката Мария и датира от 1369 година. Третият надпис е от 1607 година, когато външната фасада е изписана наново с композицията Страшния съд.
Стенописите са от 1369 година. Има стенописни изображения на семейството на Новак и Калия.
Зографите на църквата са от Костурската художествена школа, от втората половина на XIV век. Тяхно дело са и стенописите в „Свети Атанасий Музашки“ в Костур и в „Иисус Христос Животворец“ в корчанското село Борие.
- Изглед към остров Мал град, на който се намира църквата.